# Hazebrouck
Hazebrouck (wymowaⓘ) – miejscowość i gmina we Francji, w regionie Hauts-de-France, w departamencie Nord.
Według danych na rok 1990 gminę zamieszkiwało 20 567 osób, a gęstość zaludnienia wynosiła 785 osób/km² (wśród 1549 gmin regionu Nord-Pas-de-Calais Hazebrouck plasuje się na 29. miejscu pod względem liczby ludności, natomiast pod względem powierzchni na miejscu 26.).

## Współpraca
Miejscowości partnerskie:
- Faversham, Wielka Brytania
- Porz, Niemcy
- Soignies, Belgia